# La nouvelle manga
La Nouvelle Manga es un movimiento historietístico que combina influencias de la "bande dessinée" (historieta franco-belga) y el manga. 

## Historia
El primero en mencionar el término fue Kiyoshi Kusumi en 2001, el editor de la revista de manga japonesa Comickers, refiriéndose al francés expatriado Frédéric Boilet, quien vive en Japón. Frédéric Boilet adoptó el término para sí y alentó a otros artistas a utilizarlo.
Este movimiento nació a partir de varias consideraciones : mientras que el cine europeo se basa frecuentemente en la vida cotidiana, la "bande dessinée" (historietismo franco-belga) se ha visto restringida durante un largo periodo de tiempo a géneros estereotipados como la ciencia ficción o el western. Los japoneses, por otra parte, han utilizado la vida cotidiana con profusión, pero son estas obras las que menos oportunidades tienen de ser traducidas. Boilet ve el movimiento como un intento de fusionar los diferentes tipos de historietas de todas las naciones. Frédéric Boilet desea hacer esto promoviendo y creando trabajos que combinen los mejores aspectos de la nueva tendencia de cine francesa, el manga del diario vivir, y el "bande dessinée" (historietismo franco-belga). Según él, la fuerza del manga japonés está pensada para contar buenas historias mientras que al "bande dessinée" (historietismo franco-belga) se conoce por su estilo y diseño. Como resultado, Frédéric Boilet desea ver una historieta que capture la esencia de la vida del ser humano con un aspecto visual dinámico y el estilo japonés de contar historias. El resultado de esto (según Frédéric Boilet) sería una historieta que abarcaría una audiencia más amplia y no solo los fanáticos de las historietas.
En adición, Frédéric Boilet desea referirse al Nouvelle Manga en forma femenina ("la"), haciendo contraste a la forma francesa masculina ("le") que es usada comúnmente para referirse al manga comercial orientado a la acción que usualmente se publica en Francia.
Generalmente, la mayoría de La Nouvelle Manga cae en la categoría manga alternativo o semi-alternativo, siendo Frédéric Boilet publicando en revistas seinen (青年) poco comerciales como Big Comic y Takahama y la revista alternativa Garo. Aunque no siempre es así, se suele restringir la Nouvelle Manga al mundo del cómic alternativo, a pesar de que hay multitud de ejemplos de autores del Nouvelle Manga publicando en todo tipo de ámbitos. Por ejemplo, el mismo Frédéric Boilet ha publicado tanto en revistas seinen relativamente comerciales como Big Comics en Japón, como con editoriales alternativas como Spore en Japón y Ego Comme X en Francia y, más recientemente, Fanfare / Ponent Mon en España y EE. UU..
Un mangaka que combina la estética francesa y japonesa que no forma parte de este movimiento es Taiyo Matsumoto.
Una gran exposición y un ciclo de debates tuvieron lugar en Tokio durante los meses de septiembre y octubre de 2001 en el Museo de Bellas Artes de Tokio y en el Instituto Franco-Japonés.

## Algunos artistas asociados al movimiento
- Frédéric Boilet
- Kiriko Nananan
- Jirō Taniguchi
- Moyoko Anno
- Aurélia Aurita
- David B.
- Matthieu Blanchin
- Nicolas de Crécy
- Étienne Davodeau
- Yoji Fukuyama
- Emmanuel Guibert
- Kazuichi Hanawa
- Daisuke Igarashi
- Little Fish
- Taiyo Matsumoto
- Fabrice Neaud
- Loïc Néhou
- Benoît Peeters
- Frédéric Poincelet
- David Prudhomme
- François Schuiten
- Joann Sfar
- Hideji Oda
- Kan Takahama
- Yoshiharu Tsuge
- Vanyda
- Naito Yamada.